# Merremia caloxantha
Merremia caloxantha är en vindeväxtart som först beskrevs av Friedrich Ludwig Diels, och fick sitt nu gällande namn av Staples och R. C. Fang. Merremia caloxantha ingår i släktet Merremia och familjen vindeväxter. Inga underarter finns listade i Catalogue of Life.